# 지향성 안테나

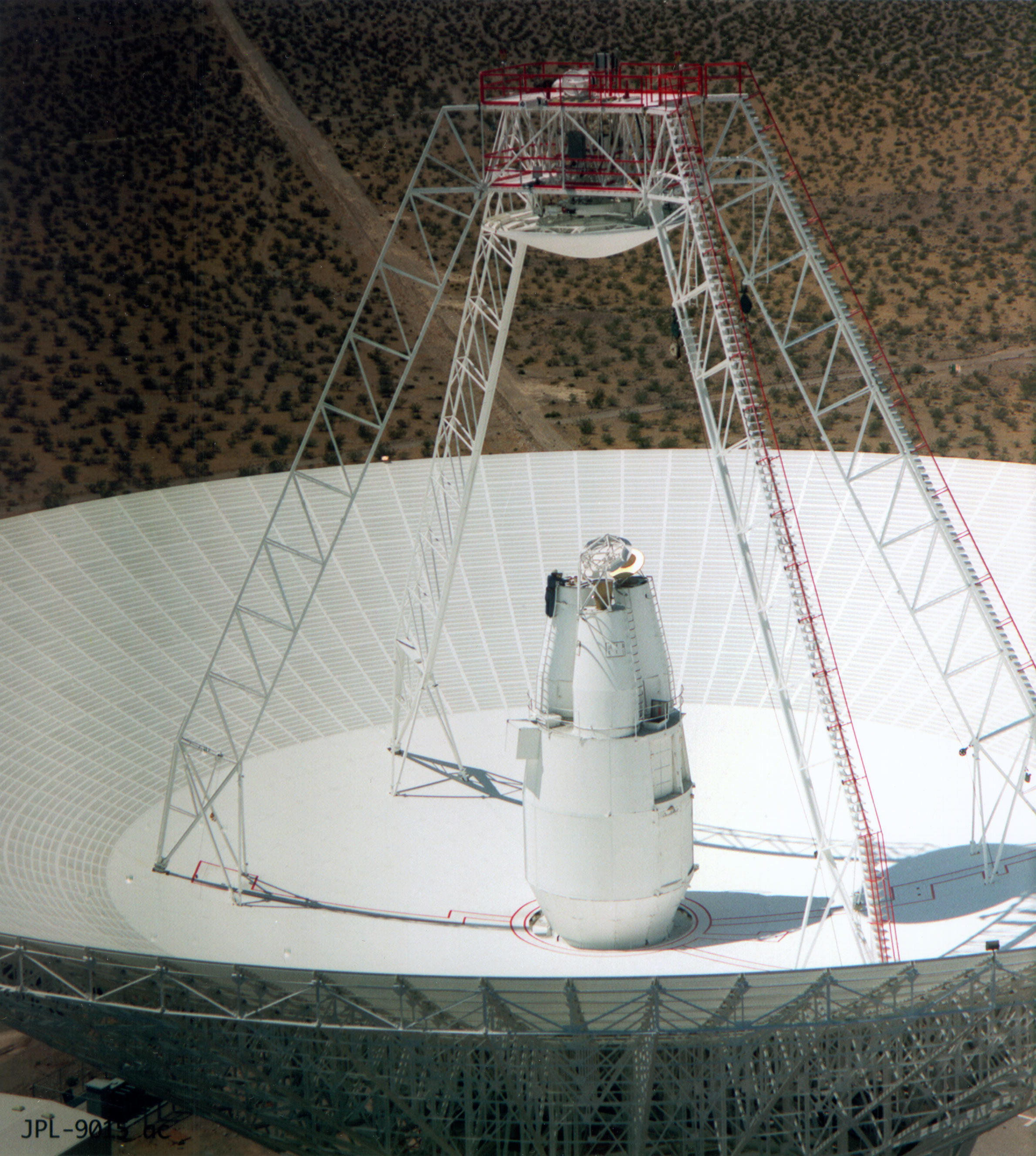

지향성 안테나(directional antenna) 또는 빔 안테나(beam antenna)는 특정 방향으로 더 큰 무선 전파를 보내거나 받는 안테나이다. 지향성 안테나는 특정 방향으로 감도를 높여 빔으로 전파를 방사시킬 수 있다. 또, 특정 방향에서만 오는 전파를 수신하기 위해 사용할 수도 있다. 이 경우 해당 방향의 수신기에 전달되는 전파를 증가시키거나 원치 않는 소스로부터 들어오는 간섭을 줄일 수 있다. 이것은 다이폴 안테나 등 넓은 각도로부터 받거나 넓은 각도를 향해 전파를 방사시키는 무지향성 안테나와는 반대된다.

## 같이 보기
- 안테나 이득
- 심장형
- 파라볼라 안테나
- 위상배열
- 전파의 전파